# Mercat cobert de Sant Feliu de Guíxols
El Mercat cobert de Sant Feliu de Guíxols és un mercat catalogat com a monument del municipi de Sant Feliu de Guíxols (Baix Empordà) protegit com a bé cultural d'interès local. Va ser projectat per l'arquitecte Joan Bordàs i Salellas i construït pel mestre d'obres Narcís Franquesa. Va ser inaugurat l'any 1930.

## Descripció
És un edifici civil, una gran nau que dona a tres carrers. Les estructures són de ferro però només es veuen a l'interior. Exteriorment es distingeixen dos cossos, l'inferior és de grans dimensions amb grans finestrals amb vidres esmerilats de colors amb dibuixos geomètrics i les entrades molt ressaltades per esglaons o dobles columnes adossades de fust estriat, un arc de mig punt sostingut per dues columnes lliures i tot aquest conjunt coronat per un frontó triangular que conté esgrafiat l'escut de la vila i la data del 1930. El pis superior de reduïdes dimensions, està format per finestres horitzontals semblants a les de baix. Les teulades són de doble vessant. A les cantonades hi trobem uns reforçaments més alts amb decoració de terra cuita.
Des del punt de vista estilístic, aquest edifici presenta característiques clarament relacionables amb l'art déco

## Història
Com a vil·la d'una importància considerable, Sant Feliu de Guíxols posseeix des de fa molt de temps un espai on es fa intercanvi de mercaderies, A final dels anys vint del segle XX és quan es construeix aquest edifici per aixoplugar el mercat i gran part de les parades de venda (sobretot les de peix i carn) passen a l'interior, protegides del temps, però encara trobem a la plaça el comerç de verdures i la fruita.